# Siobhán Donaghy
Siobhán Emma Donaghy (ur. 14 czerwca 1984 w Londynie) – brytyjska piosenkarka. Ma irlandzkie i marokańskie korzenie. W wieku 12 lat miała pierwszego menedżera, Rona Toma, byłego menedżera All Saints. W przeszłości należała do zespołu Sugababes, z którego odeszła w 2001 roku; zastąpiła ją Heidi Range. Po rozpoczęciu solowej kariery Siobhán wydała 2 albumy i 4 single. Obecnie mieszka w Eastcote, w Middlesex z rodziną i kontynuuje karierę wraz z pierwszym składem zespołu Sugababes pod nazwą Mutya Keisha Siobhan. Ma dwie siostry, Bevin i Roisín, które zajmują się makijażem Siobhán.

## Dyskografia
Albumy
| Rok  | Tytuł                                                               | UK  |
| ---- | ------------------------------------------------------------------- | --- |
| 2003 | Revolution in Me - Data: 29 września 2003 - Wydawca: London Records | 117 |
| 2007 | Ghosts - Data: 25 czerwca 2007 - Wydawca: Parlophone                | 92  |

Single
| Rok  | Singiel            | UK | Album            |
| ---- | ------------------ | -- | ---------------- |
| 2003 | „Overrated”        | 19 | Revolution in Me |
| 2003 | „Twist of Fate”    | 52 | Revolution in Me |
| 2007 | „Don’t Give It Up” | 45 | Ghosts           |
| 2007 | „So You Say”       | 76 | Ghosts           |